# Laura (brano musicale)
Laura è un brano musicale del 1945 composto da David Raksin, con testo di Johnny Mercer. Il brano è il tema musicale della colonna sonora del film Vertigine del 1944, diretto da Otto Preminger e interpretato da Gene Tierney e Dana Andrews.

## Descrizione
La canzone ebbe un grande successo e divenne uno standard jazz con più di quattrocento registrazioni al suo attivo Le versioni più note sono quelle di Woody Herman, Johnny Johnston, Emil Newman, David Rose, Don Byas, Dick Haymes, Charlie Parker, J.J. Johnson, Frank Sinatra e Julie London (nell'album Julie Is Her Name).
Poco dopo l'uscita nelle sale del film, Abe Olman della Robbins Music, chiese a Johnny Mercer di scrivere un testo per la musica di Raksin, e Mercer, che aveva visto il film ma non ricordava la colonna sonora, si fece dare lo spartito e produsse il testo in qualche settimana. Nel corso dello stesso anno, "Laura" fu in classifica con ben cinque registrazioni, e la versione di Woody Herman andò al numero quattro con più di un milione di copie vendute. 2 di queste registrazioni in classifica, in concorrenza, sono di Johnny Johnston (canzone, 1945) e di Emil Newman (musica [strumentale], 1944). Successivamente si ricorda anche una cover importante ma più tarda di David Rose (1947).
Laura è stata al primo posto della Hit Parade nel 1946 per quattordici settimane e ancora al numero dodici nel 1951 nell'interpretazione dell'orchestra di Stan Kenton, con un assolo di Art Pepper al sax contralto.
Ne sono state fatte anche 2 cover tradotte, una con testo in danese (1964) ed una in francese (1983).

## Progressione armonica
Con una tonalità iniziale di Sol maggiore (ma l'originale era in Fa maggiore) questo brano ha una tale quantità di modulazioni tra tonalità maggiori e minori da rendere una designazione tonale molto difficile.
| A  | La-7         | La-7/Re Reb9#5 | SolMaj7 (Do7) | SolMaj7    | Sol-7   | Sol-7/Do Do7b9#5 | FaMaj7      | FaMaj7       |
| B1 | Fa-7         | Sib7           | MibMaj7       | Sol-7 Do-7 | La7b5   | Re7b9 Re7        | Sol Maj7    | Si-7b5 Mi7b9 |
| A  | La-7         | La-7/Re Reb9#5 | SolMaj7 (Do7) | SolMaj7    | Sol-7   | Sol-7/Do Do7b9#5 | FaMaj7      | FaMaj7       |
| B2 | Fa-7 Fa-maj7 | Re-7b5 Sol7b5  | DoMaj7 Re-7   | Mi-7 La-7  | Re7b9#5 | Sol9sus Sol9     | Fa#-7b5 Si7 | Fa-7 Sib7    |

## Interpretazioni (parziale)
- Fausto Papetti
- Woody Herman
- Johnny Johnston
- Emil Newman
- David Rose
- Stan Kenton
- Eric Winstone and His Band nel hanno registrata una versione a Londra, il 6 giugno, 1945, per la EMI - His Master's Voice.
- Billy Eckstine ne ha incisa una versione con il Bobby Tucker Quartet, il 23 luglio 1952, a Los Angeles. Nel 1984 è stata ristampata nell'album Everything I Have Is Yours/The Best Of The MGM Years.
- Sergio Franchi
- Ella Fitzgerald ne ha cantata una versione nell'album Ella Fitzgerald Sings the Johnny Mercer Song Book del 1964.
- Frank Sinatra ne ha incisa una versione nell'album Where Are You?.
- Trini Lopez ne ha realizzato una versione nell'album The Love Album.
- Charlie Parker l'ha suonata nell'album Charlie Parker with Strings.
- Don Byas
- Mina ne ha cantata una versione nell'album L'allieva del 2005.
- Dave Brubeck ne ha suonata una versione nell'album Jazz at College of The Pacific del 1954.